# 九五式艦上戦闘機
九五式艦上戦闘機
九五式艦上戦闘機 （空母龍驤所属機/撮影年・場所：昭和１１年・鹿屋航空隊）
- 用途：戦闘機
- 分類：艦上戦闘機
- 設計者：森重信[1]
- 製造者：中島飛行機
- 運用者：大日本帝国海軍
- 初飛行：1934年（昭和9年）
- 生産数：221
- 生産開始：1936年（昭和11年）
- 運用開始：1936年（昭和11年）

九五式艦上戦闘機（きゅうごしきかんじょうせんとうき）は、中島飛行機が設計した最後の制式艦上戦闘機であり、また日本海軍最後の複葉戦闘機である。記号はA4N。

## 開発
九〇式艦上戦闘機の後継機として中島と三菱が競争試作した七試艦上戦闘機が両社とも不合格となったため、中島では独自に後継戦闘機の開発を行った。当初は九〇式艦上戦闘機3型のエンジンを寿から大馬力の光に変更するだけの改良で済ます予定だったが、エンジン換装による重量増大や航続力低下に対応するために結局大幅な設計変更を行うことになった。
試作1号機は1934年（昭和9年）秋に完成したが、エンジンのトラブルや視界不良、航続力不足が指摘され、これらの改修に手間取ったため正式採用は1936年（昭和11年）1月になった。原型である九〇式艦上戦闘機と比べると機体は一回り大型で、エンジンを強化したおかげで実用上昇限度以外の性能値は向上していた。航続力不足を補うために半球式増槽を下側の翼に密着するような形で取り付けたが、これは緊急着水時には燃料を放出してフロートとして使用可能であった。なお、試作機は九〇式艦上戦闘機改と呼ばれた。

## 運用
制式採用までに手間取ったため、採用時には九六式艦上戦闘機の試作機が高性能を示しており、九六式艦上戦闘機の採用（1型の制式採用は1936年11月）までのつなぎという位置づけになってしまった。このため生産機数は221機（内試作機1機）と多くなかったが、1937年（昭和12年）から日中戦争がはじまったこともあり、生産は1940年（昭和15年）まで行われた。日中戦争（日華事変）の初期には実戦で使用されたが、九六式艦上戦闘機の配備が進むとこれと交替して第一線を退いた。その後は練習用戦闘機として太平洋戦争中期まで用いられた。

## 要目
- 全幅：10.00m
- 全長：6.64m
- 全高：3.07m
- 主翼面積：22.89m2
- 自重：1,276Kg
- 総重量：1,760 Kg
- エンジン：中島光1型 空冷星型9気筒 730馬力
- 最大速度：352Km/h
- 最高到達高度：7,740m
- 航続距離：850Km
- 武装：
  - 毘式七粍七固定機銃 ×2
  - 30~60kg 爆弾 ×2

## 登場作品

### ゲーム
『World of Warships』
日本ツリーのTier4空母「鳳翔」の初期の艦上戦闘機として「A4N」が登場する。
『艦つく』
初期の艦上戦闘機として開発可能。また「鳳翔」の初期の艦上戦闘機、「加賀」の初期艦上戦闘機としても搭載。